# Madžarevo
Madžarevo is een plaats in de gemeente Novi Marof in de Kroatische provincie Varaždin. De plaats telt 930 inwoners (2001).